# AsiaSat
Công ty viễn thông vệ tinh châu Á được biết đến với tên thương hiệu AsiaSat là nhà điều hành thương mại vũ trụ truyền thông. AsiaSat, có trụ sở tại Hồng Kông, được thành lập tại Bermuda.
AsiaSat được sở hữu bởi công ty CITIC Limited thuộc sở hữu nhà nước Trung Quốc và quỹ đầu tư tư nhân The Carlyle Group LP một cách gián tiếp. Nó có vốn hóa thị trường là 2  tỷ đô la Hồng Kông vào ngày 30 tháng 11 năm 2018.Nó cũng là một công ty chip đỏ của sàn giao dịch chứng khoán.

## Lịch sử
Vào tháng 9 năm 2017, AsiaSat 9, vệ tinh mới nhất của AsiaSat do Space Systems / Loral chế tạo đã được phóng thành công và thay thế AsiaSat 4 ở 122 độ đông.
AsiaSat sở hữu và vận hành bảy vệ tinh, bao gồm AsiaSat 3S, AsiaSat 4, AsiaSat 5, AsiaSat 6, AsiaSat 7, AsiaSat 8 và AsiaSat 9 mới.

## Cổ đông
Tính đến ngày 31 tháng 12 năm 2017, công ty mẹ trực tiếp, Bowenvale Limited, sở hữu 74,43% cổ phần; Bowenvale được sở hữu bởi CITIC Limited và The Carlyle Group LP theo tỷ lệ 50 5050.: 54 Standard Life Aberdeen plc là cổ đông lớn thứ hai với 5,36%.: 54 Vào tháng 5 năm 2018, tỷ lệ thuộc sở hữu của Standard Life Aberdeen đã giảm xuống 4,99%.Vào tháng 11 năm 2018, một công ty cổ phần tư nhân khác International International Advisors sở hữu 6,12% cổ phần của AsiaSat.